# 社会・環境貢献緑地評価システム
社会・環境貢献緑地評価システム（しゃかい・かんきょうこうけんりょくちひょうかしすてむ）とは、財団法人都市緑化基金が2005年（平成17年）度から実施している、民間企業・団体による所有地の緑化及びその保全活動について評価・認定する制度。通称シージェス（SEGES; Social and Environmental Green Evalution System）。
ヒートアイランドの緩和、景観保全、余暇空間の提供、生物多様性の確保等に寄与する民間企業・団体による緑地創出・保全活動に対する第三者による評価、認証を目的としている。
緑地の維持のみでは評価対象とされす、環境教育などの社会貢献を目的としたサイト（対象場所）が評価対象となる。
認定は5段階。認定証が発行され、認定年を表記した認定ラベルを使用することができる。
第一回の認定式は2005年（平成17年）9月5日に愛・地球博会場内で実施された。

## 認定区分
- Superlative Stage
  - Excellent Stage 3を3回連続で維持した場合に与えられる。
- Excellent Stage 3
- Excellent Stage 2
- Excellent Stage 1
  - 緑地を通じた社会・環境貢献性が非常に高いと認められるサイトに与えられる。評価は1～3の3段階。

- Green Stage
  - 活発に緑化活動に取り組み、今後社会・環境貢献性の向上が期待できるサイトに与えられる。

## 対象場所
緑化及びその保全活動を認定されたおもなサイト（場所）は以下の通り
そだてる緑
- 三菱電機#主な工場（香川県 丸亀市）
- 日産自動車#研究・開発/日産先進技術開発センター（神奈川県厚木市）
- NTT#研究拠点（神奈川県横須賀市）
- NTT#研究拠点（東京都 武蔵野市）
- 富士通#製造・研究拠点（静岡県 沼津市）
- ディスコ (切断装置製造)広島事業所桑畑工場（広島県呉市）長野事業所茅野工場（長野県 茅野市）
- ソニーグローバルマニュファクチャリング&オペレーションズ#事業所（サイト等）一覧（愛知県 額田郡）
- トヨタ自動車 トヨタの森（愛知県 豊田市）
- 大分テクノロジーセンター国東サテライト（大分県 国東市）
- 出光興産 北海道製油所（北海道 苫小牧市）愛知製油所（愛知県知多市）
- YKK黒部事業所（YKKセンターパーク）（富山県 黒部市）
- シミックCMO足利工場（栃木県 足利市）
- アサヒビール#工場（神奈川県 南足柄市）
- 花王#工場（和歌山県 和歌山市）
- サンデンホールディングス サンデンフォレスト・赤城事業所（群馬県 前橋市）
- 西武鉄道 「飯能・西武の森」（埼玉県 飯能市）
- 立正大学#熊谷キャンパス（埼玉県 熊谷市）
- グリーン・ワイズ 本社事業所（東京都 多摩市）
- ダイキン工業ダイキンアレス青谷（鳥取県鳥取市）
- 旭化成）/ あさひ・いのちの森（静岡県 富士市）
- 晴海コーポレーション 晴海アイランドトリトンスクエア（東京都 中央区、統一管理者は晴海コーポレーション、「都市のオアシス」も）
- 三井住友海上火災保険#概要/駿河台新館/ECOM駿河台（東京都 千代田区、三井住友海上火災保険、「都市のオアシス」も）

都市のオアシス
- なんばセントラルプラザ　リバーガーデン（大阪府 大阪市, リバー産業 (2018〜 ）

- 赤坂インターシティAIR（東京都 港区, 新日鉄興和不動産、赤坂インターシティマネジメント (2018〜 ）

- 「新・里山」「希望の壁」（大阪市北区, 積水ハウス (2015〜 ）

- 大阪ステーションシティ（大阪市北区, 西日本旅客鉄道、大阪ターミナルビル (2015〜 ）

- 京王リトナード永福町 ふくにわ（東京都杉並区, 京王電鉄 (2015〜 ）

- 玉川髙島屋ショッピングセンター（東京都世田谷区, 東神開発 (2015〜 ）

- 大手町タワー 大手町の森（東京都千代田区, 東京建物 (2015〜 ）

- 恵比寿ガーデンプレイス（東京都 渋谷区, サッポロ不動産開発 (2015〜 ）

- 深川ギャザリア（東京都江東区, フジクラ (2015〜）

- 品川シーズンテラス（東京都 港区, NTT都市開発、大成建設、ヒューリック、東京都市開発 (2017〜）

- 虎ノ門ヒルズ（東京都 港区, 森ビル (2017〜）

- サンシャインシティ サンシャイン広場（東京都 豊島区, サンシャインシティ (2017〜）

- 新ダイビル　堂島の杜（大阪市 北区, ダイビル (2017〜）

- GINZA SIX ガ－デン（東京都 中央区, GINZA SIX 管理組合、JFRサ－ビス (2017〜）

- 順天堂大学医学部附属浦安病院ポケットパーク（千葉県 浦安市, 順天堂大学 (2017〜）

- 京橋エドグラン（東京都 中央区, 京橋二丁目西地区市街地再開発組合、管理者は日本土地建物 (2017〜）

- ザ・プリンス パークタワー東京 プリンス芝公園（東京都 港区, プリンスホテル (2017〜）

- BRANCH茅ヶ崎（神奈川県 茅ヶ崎市, 大和リース (2017〜）

- コピス吉祥寺 吉祥空園 sora（東京都武蔵野市, 武蔵野市開発公社 (2014〜）

- JPタワーKITTEガーデン（東京都千代田区, 日本郵便 (2014〜）

- 新宿マルイ 本館 屋上庭園 Q-COURT（東京都新宿区, 丸井グループ (2014〜）

- 代々木VILLAGE by kurkku（東京都渋谷区, VILLAGE (2014〜）

- メディカルハーブガーデン 薬香草園（埼玉県飯能市, 生活の木 (2014〜）

- サカタのタネ本社（横浜市都筑区, サカタのタネ (2014〜）

- なんばパークス パークスガーデン（大阪市浪速区, 南海電気鉄道、髙島屋 (2014〜）

- キャナルシティ博多（福岡市博多区, 福岡地所 (2014〜）

- ノリタケの森（名古屋市西区, ノリタケの森 (2016〜）

- 三越銀座店 銀座テラス（東京都中央区, 三越伊勢丹 (2016〜）

- コクーンシティ（さいたま市大宮区, 片倉工業 (2016〜）

- 西武池袋本店 9階屋上 食と緑の空中庭園（東京都豊島区, そごう・西武 (2016〜）

- 東京スクエアガーデン 京橋の丘（東京都中央区, 東京建物 (2016〜）

- グランツリー武蔵小杉 ぐらんぐりんガーデン（川崎市中原区, イトーヨーカ堂、モール・エスシー開発 (2016〜）

- Tri-Seven Roppongi（東京都港区, Tri-Seven Roppongi特定目的会社、ペンブローク・リアルエステート・ジャパン・LLC開発 (2016〜）

- 東急プラザ銀座　KIRIKO TERRACE（東京都中央区, 東急不動産 (2016〜）

- 昭島昭和の森 モリパークアウトドアヴィレッジ（東京都昭島市, 昭和飛行機工業、昭和の森綜合サービス (2016〜）

- 東京ガーデンテラス紀尾井町（東京都千代田区, 西武プロパティーズ (2016〜）

- キリンビール横浜工場（横浜市鶴見区, キリンビール (2016〜）

- 伊勢丹新宿本店 アイ･ガーデン（東京都新宿区, 三越伊勢丹 (2013〜）

- 晴海アイランドトリトンスクエア（東京都 中央区, 統一管理者は晴海コーポレーション (2013〜）

- 三井住友海上火災保険 駿河台ビル/駿河台新館/ECOM駿河台（東京都千代田区, 三井住友海上火災保険 (2013〜）

- ThinkPark Forest（東京都品川区, 世界貿易センタービルディング、明電舎 (2013〜）

- 新宿タカシマヤタイムズスクエア（東京都 新宿区, 東神開発 (2013〜）

- アークヒルズ（東京都港区, 森ビル (2013〜）

- 六本木ヒルズ（東京都港区, 森ビル (2013〜）

- 東京ミッドタウン（東京都港区, 東京ミッドタウンマネジメント (2013〜）

- Granpark (グランパーク)（東京都港区, 三井住友信託銀行、日通商事 (2013〜）

- 中野マルイ 四季の庭・水辺の庭（東京都中野区, 丸井グループ (2013〜）

つくる緑
- GINZA SIX（東京都 中央区、設計：銀座六丁目地区市街地再開発計画設計共同体　施工：鹿島建設）
- 茅ヶ崎市赤松町地区土地区画整理事業（神奈川県茅ヶ崎市、事業主体：関電不動産開発／野村不動産／パナホーム／東京建物・クリエイト・エス・ディー／パナソニック　連携･協力自治体：茅ヶ崎市 設計：アール・アイ・エー・サンワコン・IAO竹田設計・タカノ建築設計事務所・ヘッズ 施工：三井住友建設／パナホーム　他）
- 横浜野村ビル計画（神奈川県横浜市、事業主：野村不動産　建物管理：野村不動産パートナーズ　設計・施工：清水建設）
- （仮称）大手町1-1計画　大手町ホトリア（東京都千代田区、事業主体：（A棟）: 三菱地所／JXホールディングス／大手町デベロップメント特定目的会社,（B棟）: 三菱地所　設計：三菱地所設計　施工：（A棟）: 鹿島建設・NIPPO,（B棟）: 竹中工務店）
- 品川シーズンテラス（東京都港区、事業主体：エヌ・ティ・ティ都市開発／大成建設／ヒューリック／東京都市開発／東京都下水道局　設計：NTTファシリティーズ／大成建設／エヌ・ティ・ティ都市開発／日本水工設計　施工：大成建設）
- 凸版印刷#工場（群馬県 邑楽郡、事業主体：凸版印刷　基本設計：安藤組・間組　植栽基本設計：住友林業緑化　設計・施工：安藤・間）
- 東京ワンダフルプロジェクト（東京都江東区、事業主体：三井不動産レジデンシャル/東京建物/三菱地所レジデンス/東急不動産/住友不動産/野村不動産/東京電力、基本設計：光井純アンドアソシエーツ建築設計事務所　植栽基本設計：愛植物設計事務所　設計・施工：清水建設）
- プラウドシティ浦和（埼玉県浦和市、事業者：野村不動産）/ 設計・施工：長谷工コーポレーション）
- （仮称）吹田市千里丘計画（大阪府吹田市、大京／東京建物／関電不動産・長谷工コーポレーション・新日鉄都市開発）
- 東急キャピトルタワー〈永田町二丁目計画〉（東京都千代田区、東京急行電鉄）
- コモアしおつ・トリコパルク [2次〜5次]建売分譲（山梨県 上野原市、積水ハウス
- プロムナード荻窪（東京都 杉並区、独立行政法人都市再生機構）
- 虎ノ門・六本木地区第一種市街地再開発事業　アークヒルズ仙石山森タワー（東京都 港区、虎ノ門・六本木地区市街地再開発組合)
- M.M.TOWERS FORESIS（神奈川県 横浜市、共同事業体：三菱地所、東京急行電鉄、三菱倉庫）
- 坪井船橋美し学園「芽吹の杜」（千葉県 船橋市、外部空間設計・施工：東急グリーンシステム　分譲：エス・バイ・エル、三洋ホームズ、積水ハウス、大和ハウス工業、トヨタホーム東京、パナホーム、ミサワホーム東京）
- コンフォートガーデンあざみ野（神奈川県 横浜市、セコムフォート）
- アーバンドックパークシティ豊洲（東京都 江東区、IHI、三井不動産レジデンシャル）
- プライズ・ヒル（神奈川県横浜市、東急不動産、中央商事、東京急行電鉄、三菱地所、相鉄不動産）